# Mehdi El Haki
El Mehdi El Haki (en arabe : المهدي الهاكي), né le 6 août 1992 à Rabat, est un footballeur marocain évoluant au poste de milieu de terrain et Ailier au Baladiya Mahalla.

## Biographie

### En club
Mehdi El Haki naît au Maroc et débute tôt le football professionnel au JS Massira. Il dispute la Botola Pro lors de la saison 2011/2012, participant à trois matchs de championnat et inscrivant un but. Il termine la saison à la dernière place du classement de la Botola Pro et descend en D2 marocaine.
Le 10 juin 2016, Mehdi El Haki signe un contrat de deux saisons au Kawkab Marrakech. Le 6 février 2017, il inscrit un doublé face au Wydad Athletic Club (victoire, 2-1). Il y dispute deux saisons avant de rejoindre l'OC Khouribga.
Le 20 novembre 2020, il rejoint le HUS Agadir en signant un contrat de quatre ans. 
Le 5 mai 2021, il est éliminé en quarts de finales de la Coupe du Maroc, après une défaite de 2-0 contre le Raja de Béni Mellal, club évoluant en D2 marocaine.

### En sélection
Le 18 mars 2017, il rejoint une convocation de Jamal Sellami pour prendre part à trois matchs amicaux avec l'équipe du Maroc A'.